# Flaviano Vicentini
Flaviano Vicentini (Grezzana, 21 juni 1942 – Verona, 31 december 2002) was een Italiaanse wielrenner. Hij werd in 1963 wereldkampioen bij de amateurs in Ronse. Van 1964 tot 1971 was hij beroepsrenner in verschillende Italiaanse ploegen. Hij won in die acht seizoenen drie wedstrijden. De eerste was de Grote Prijs van Cannes in 1966; dit was tevens de allerlaatste overwinning van de Legnano-ploeg, die in het verleden successen had geboekt met Fausto Coppi en Gino Bartali. In 1969 won hij de Ronde van Lazio en de vijfde rit in de Ronde van Catalonië.
Tussen 1965 en 1969 nam hij deel aan de Ronde van Italië, met een 21e plaats in 1966 als beste resultaat. In 1967 en 1968 werd hij respectievelijk 32e en 19e in de Ronde van Frankrijk. Op het wereldkampioenschap van 1966 op de Nürburgring werd hij dertiende. Hij stierf in 2002 aan een ongeneeslijke ziekte.

## Belangrijkste overwinningen
1963
 Wereldkampioen op de weg, Amateurs
Trofeo Banca Popolare di Vicenza
1968
5e etappe Ronde van Catalonië
1969
Ronde van Lazio

## Resultaten in voornaamste wedstrijden
| Jaar | Ronde van Italië | Ronde van Frankrijk | Ronde van Spanje |
| ---- | ---------------- | ------------------- | ---------------- |
| 1964 |                  |                     |                  |
| 1965 | 32e              |                     |                  |
| 1966 | 21e              |                     |                  |
| 1967 | 27e              | 67e                 |                  |
| 1968 | 26e              | 19e                 |                  |
| 1969 | 24e              |                     |                  |
| 1970 |                  |                     |                  |

| Jaar | Milaan-San Remo | Ronde van Vlaanderen | Parijs-Roubaix | Luik-Bast.‑Luik | Ronde van Lombardije | Brabantse Pijl |
| ---- | --------------- | -------------------- | -------------- | --------------- | -------------------- | -------------- |
| 1964 | 45e             |                      |                |                 | 47e                  |                |
| 1965 | 10e             |                      | 58e            |                 |                      |                |
| 1966 | 45e             |                      |                |                 | 19e                  |                |
| 1967 | 72e             | 22e                  |                | 6e              |                      | 6e             |
| 1968 |                 |                      |                |                 |                      |                |
| 1969 | 80e             | 31e                  |                | 12e             |                      |                |
| 1970 | 46e             |                      |                |                 |                      |                |